# الیزه پولیسک
الیزه پولیسک (فرانسوی: Alizée Poulicek‎؛ زادهٔ ۲۶ ژوئن ۱۹۸۷) مدل اهل بلژیک است. او دارندهٔ عنوان «بانوی بلژیک» لست.